# Njivski osat
Njivski osat (znanstveno ime Cirsium arvense) je trajnica iz družine nebinovk.

## Opis
Njivski osat zraste do 150 cm visoko, steblo rastline pa je razraščeno. Na vrhu vsakega gladkega stebla so številni majhni svetlovijolični cvetni koški, ki v premeru merijo od 1 do 2 cm. Ovojkovi trni na koških so komaj opazni. Rastlina ima cele in nazobčane liste z bodicami ob robu. Spodnji listi so dolgi od 15 do 20 cm in široki od 2 do 3 cm. Semena so dolga od 4 do 5 mm in so opremljena s puhastim zadnjim delom, da jih veter lažje raznaša.
Najpogosteje raste na obdelanih površinah, najdemo pa ga tudi na posekah in pašnikih.

### Podvrste
Poznani sta dve podvrsti njivskega osata:
- Cirsium arvense var. arvense. Razširjen po celi Evropi. Listi so gladki ali pa so po spodnji strani poraščeni z drobnimi dlačicami.
- Cirsium arvense var. incanum (Fisch.) Ledeb. Razširjen po južni Evropi. Listi so po spodnji strani močno dlakavi.